# 埃萨·佩尔托宁
埃萨·佩尔托宁（芬蘭語：Esa Peltonen，1947年2月25日—），芬兰男子冰球运动员。他曾代表芬兰参加1968年、1972年、1976年和1980年冬季奥林匹克运动会冰球比赛，最好名次是第四名。